# Jules-Alexandre Cusin
Pour les articles homonymes, voir Cusin.
Jules-Alexandre Cusin, né le 26 septembre 1869 à Feigères et mort le 5 juin 1937 à Mende, était un ecclésiastique français. Il fut ainsi évêque titulaire de Nysse de 1920 à 1929, puis évêque de Mende de 1929 à 1937.

## Biographie
Jules-Alexandre Cusin est né en Haute-Savoie en 1869. Il a fait son noviciat chez les Spiritains de Chevilly-Larue, et en sort licencié en droit canon. 
Le 28 octobre 1892, il est ordonné prêtre, et part pour le Portugal en tant qu'enseignant. Le 8 mars 1920, il est nommé évêque titulaire de Nysse ainsi que coadjuteur du diocèse de Mende auprès de monseigneur Gély. Il est consacré le 21 avril de la même année par Pierre-Lucien Campistron avec comme co-consécrateurs Alexandre Le Roy et Louis Termier. Il succède à la tête de l'évêché mendois le 29 mai 1929. En 1935 il bénit solennellement l'ancienne crypte où fut enterré saint Privat, en la basilique-cathédrale Notre-Dame-et-Saint-Privat de Mende. 
Il meurt le 5 juin 1937, et est inhumé comme plusieurs de ses prédécesseurs dans le caveau des évêques de la cathédrale de Mende.